# Лоевский замок
Лоевский замок (бел. Лоеўскі замак) — замок, существовавший в средние века напротив устья реки Сож, впадающей в Днепр, на месте современного городского посёлка Лоева Гомельской области Белоруссии.

## История
Замок построен в поселении Лоева Гора, существовавшем на месте городища XI—XIII веков, а также более раннего городища милоградской культуры. Будучи хорошо защищённым с севера и востока крутыми берегами Днепра, оно имело дополнительные укрепления с южной и западной стороны.
В XV—XVI веке Лоев стал тем местом, где татары Крымского ханства, идущие с набегом в направлении «на Лоеву Гару, Петриковичи и на Слуцко», переправлялись через Днепр, и потому неоднократно был разрушен. Известно по крайней мере о трёх крупных набегах первой половины XVIII века: 1506, 1536 и 1538 годов. В королевской грамоте 1539 года было сказано: «люди великие поганство Татарове идуть у верх Днепра тым шляхом, которым третий год шли, мимо Чернигов на Лоеву Гору, и оттол бы они мели просто идти в тамошнее панство наше Великое князства Литовское, сказу и плен подданным нашим чинити».
После одного из подобных разорений известный магнат Великого княжества Литовского Лев Сапега «властным накладом своим замок и место на Лоевой Горе на шляху татарском заложил». По мнению историка М. А. Ткачёва, на самом деле это было фактически обновление, существовавших и ранее, города и замка.
Замок известен тем, что рядом с ним состоялось два сражения, являющихся эпизодами Восстания Хмельницкого. 31 июля 1649 года состоялась битва, в ходе которой казацкие отряды Степана Пободайлы и Михаила Кричевского были разбиты правительственными войсками под руководством Януша Радзивилла и Винсента Гонсевского. 6 июля 1651 года литовская армия под командованием того же Януша Радзивилла в сражении под Лоевом уничтожила отдряд запорожских козаков во главе с Мартыном Небабой.
Согласно картам XVIII века укрепления замка существовали вплоть до присоединения этих земель к Российской империи в 1772 году.

## Описание
Судить о характере укреплений замка можно на основании его изображений на старинных картах и гравюрах. На карте М. Струбича 1578 года показана высокая оборонительная башня. На гравюре середины XVI века, изображающей ход битвы 1679 года, показаны защищающие замок и город дугообразные валы и рвы, упирающиеся своими концами в берег Днепра.На гобелене видна однокупольная церковь в древнерусской стиле с тремя апсидами.
По мнению исследователей замок был полукруглым в плане, диаметром около 125 метров, имел традиционную конструкцию из деревянных башен и стен и был окружён рвами глубиной 2 и шириной 8 метров.

## Археологические исследования
Археологические исследования замка проводили М. А. Ткачёв в 1980 году, А. Р. Тимофеенко и А. А. Макушников в 2004—2005 годах. На восточных и южных склонах замка найдена лепная керамика милоградской культуры, круговая керамика XI—XIII столетий (в том числе белоглиняная керамика киевского типа), обломки стеклянных браслетов, шиферные пряслица и другие предметы.